# Brabantse Turfmarkt
De Brabantse Turfmarkt is een gracht en straatnaam in de binnenstad van Delft, in de Nederlandse provincie Zuid-Holland. In het zuiden gaat de straat en gracht over in het Achterom die uitkomt bij de Oude Delft en de Kolk.
De gracht was onderdeel van de oostelijk stadsbegrenzing in de 13e eeuw die werd gevormd door de min of meer noord-zuid lopende hoofdgracht (Achterom, Brabantse Turfmarkt, Burgwal, Verwersdijk).
In de 15e eeuw werd (Brabantse) turf de stad binnengebracht in zogenaamde 'ponten', platte vaartuigen die met een boom werden voortbewogen. Eerst vond het afmeren plaats aan het Achterom, later dichter bij de stad aan de huidige Brabantse Turfmarkt.
Het noordelijke deel van de Brabantse Turfmarkt en de Burgwalgracht werden in 1860 gedempt om het beschikbare marktoppervlak van de Beestenmarkt te vergroten.

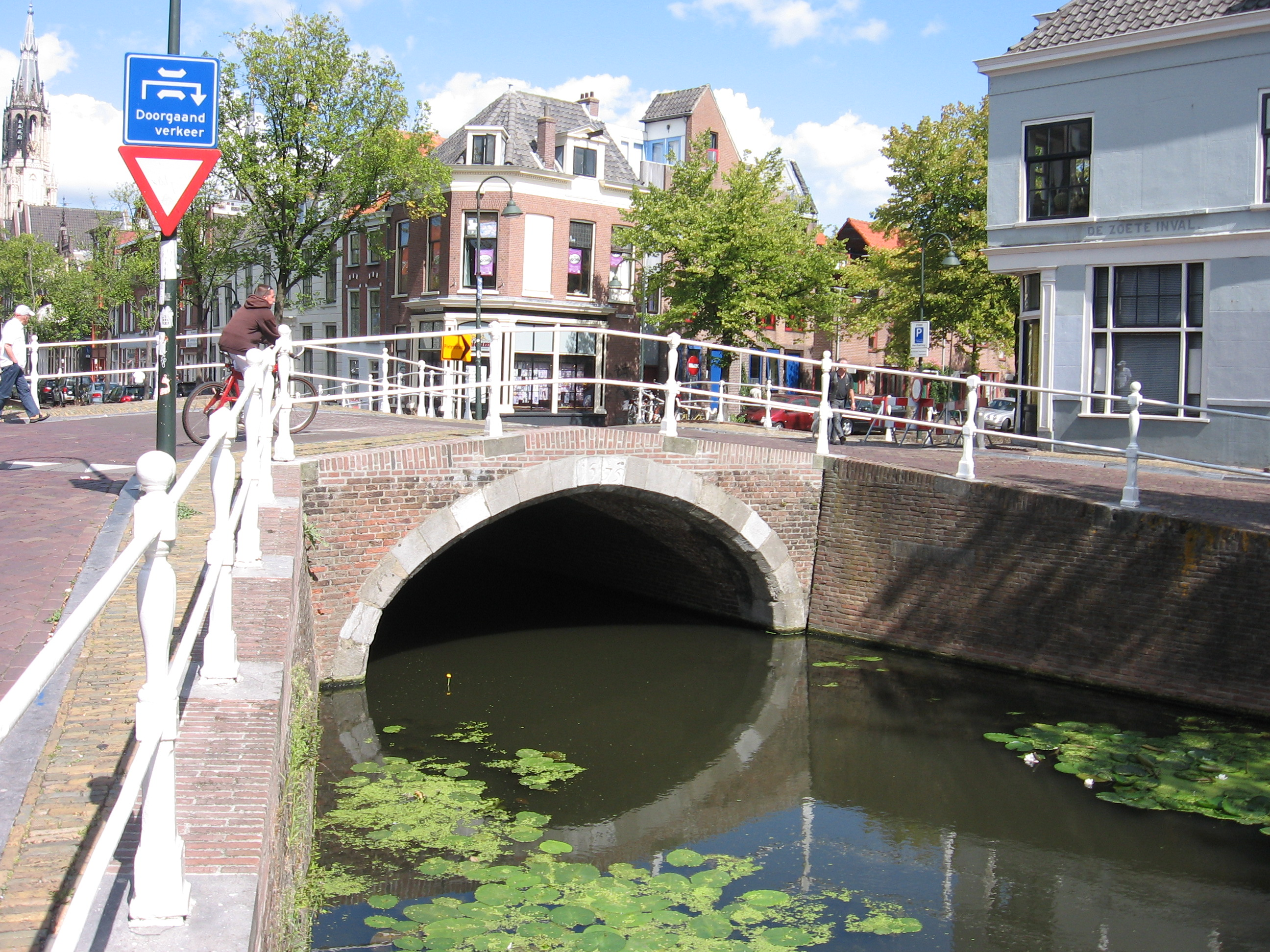
Gasthuisbrug, een rijksmonument
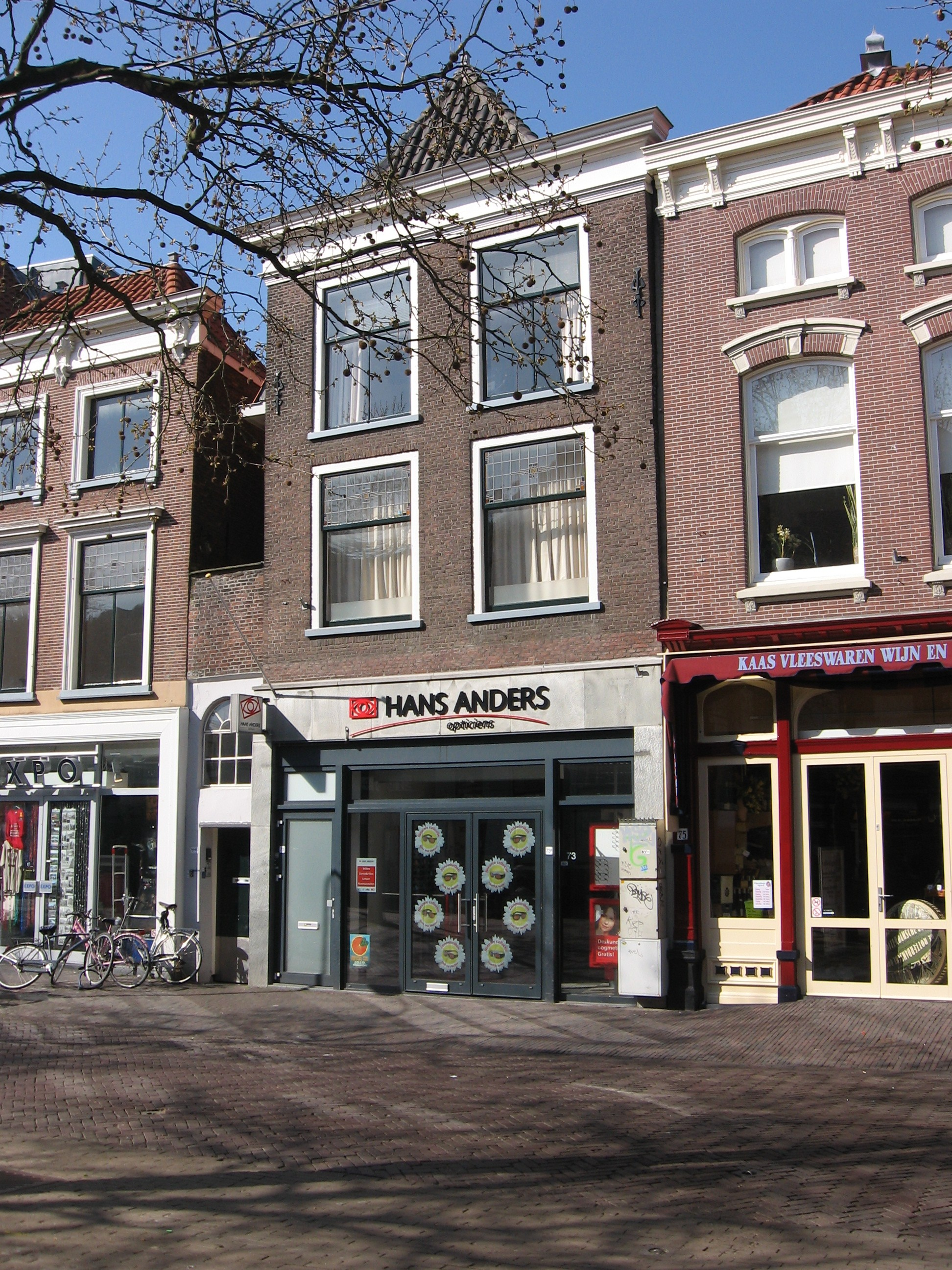
Brabantse Turfmarkt 73, een rijksmonument
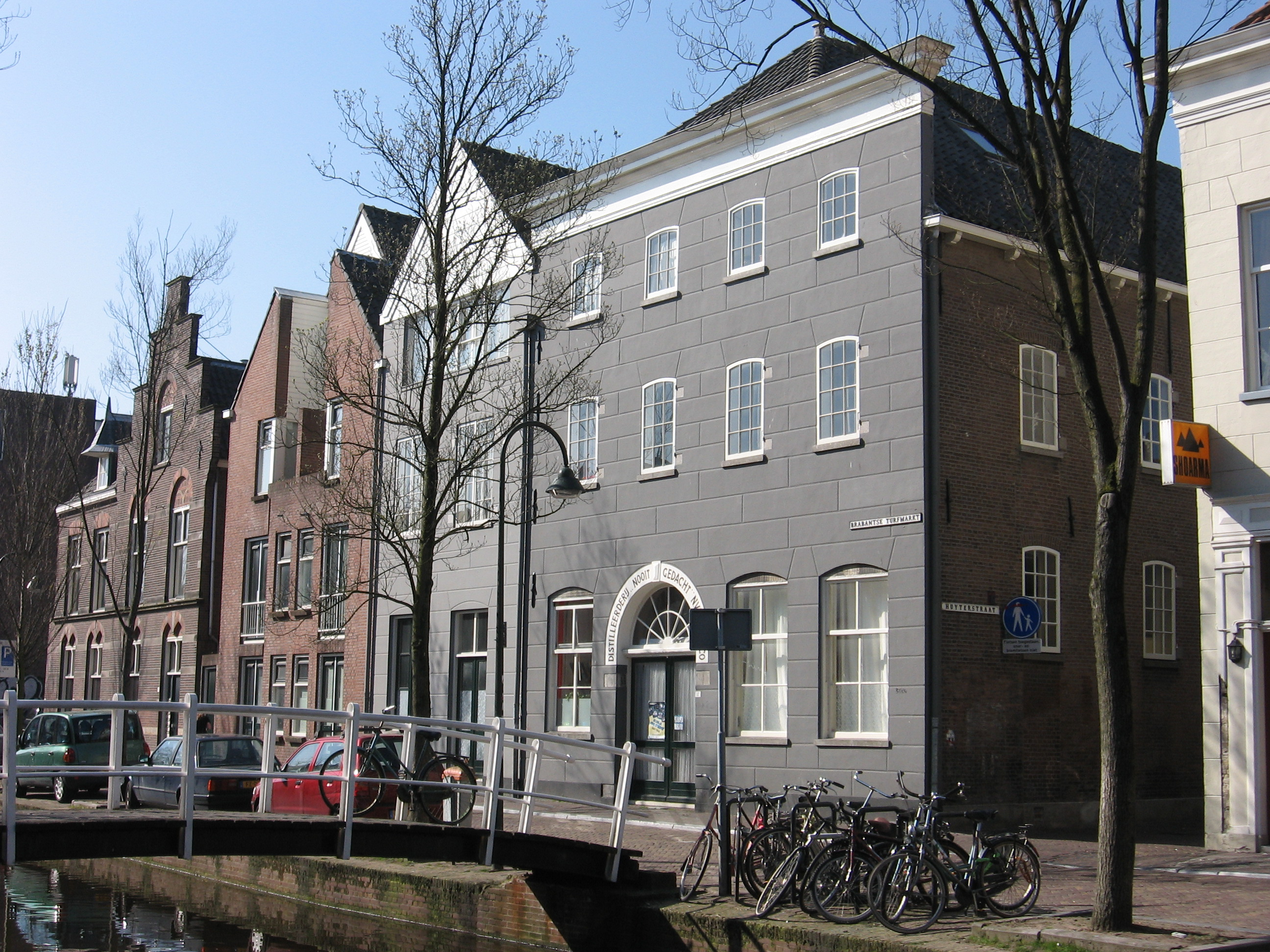
Oude distilleerderij, een rijksmonument

Eerste noord-zuid hoofdgracht: Oude Delft en Noordeinde
Tweede noord-zuid hoofdgracht: Nieuwe Delft (Korte/Lange Geer ·
Koornmarkt ·
Wijnhaven ·
Hippolytusbuurt ·
Voorstraat)
Derde noord-zuid hoofdgracht: Verwersdijk ·
Vrouwjuttenland ·
Burgwal ·
Brabantse Turfmarkt ·
Achterom
     Verlegging: Vrouwenregt · Oosteinde
Oost-west grachten:
Voldersgracht ·
Molslaan ·
Gasthuislaan ·
Zuidergracht
Binnenwatersloot ·
Nieuwe en Oude Langendijk ·
Vlamingstraat ·
Rietveld ·
Kantoorgracht
Buiten het centrum:
Buitenwatersloot ·
Westsingelgracht